# Chiesa di Santa Maria Annunziata (Scandiano)
La chiesa dei Santa Maria Annunziata è un edificio di culto cattolico situato a Iano, frazione di Scandiano, in provincia di Reggio Emilia e diocesi di Reggio Emilia-Guastalla; fa parte del vicariato della Valle del Secchia.

## Storia
Le prime notizie dell'esistenza di una chiesa a Iano risalgono al 1137. Nel 1302 questa era dipendente dal Monastero di San Prospero di Reggio Emilia, mentre nel 1538 era soggetta a Borzano di Albinea. Le ristrutturazioni risalgono probabilmente alla prima metà del XVIII secolo. Nel 1846 è stato innalzato il corpo della chiesa, mentre alla fine del XIX secolo la facciata è stata restaurata e il coro è stato allungato.

## Architettura
La chiesa presenta una facciata a capanna molto slanciata, con lesene angolari. Sul lato settentrionale vi è un campanile che si conclude con celle a bifora. Lungo la strada che conduce alla chiesa si trova una maestà dell'Ottocento.